# Erich Rabl
Erich Rabl (* 13. April 1948 in Sieghartskirchen/NÖ) ist ein österreichischer Lehrer und Historiker. Er ist Leiter des Stadtarchivs Horn.

## Biografie
Rabl besuchte das humanistische Gymnasium in Horn und studierte Geschichte und Geographie an der Universität Wien und legte dort die Lehramtsprüfung ab und erwarb das Doktorat der Philosophie. Von 1977 bis 2010 unterrichtete er seine Fächer am Horner Gymnasium und Aufbaugymnasium.
Von 1983 bis 1991 organisierte er als stellvertretender Leiter und von 1991 bis 2001 als Direktor der Museen der Stadt Horn zahlreiche historische Sonderausstellungen. Er ist Herausgeber bzw. Redakteur einer Reihe von Ausstellungskatalogen und Festschriften sowie bis 2018 Betreuer der Waldviertel-Bibliothek im Museum Horn.
Von 1985 bis 2018 leitete er als Präsident den regionalkundlichen Verein „Waldviertler Heimatbund“ (WHB), der die Zeitschrift „Das Waldviertel“ und Bücher in einer Schriftenreihe verlegt. Von 1988 bis 2007 betreute er als Redaktionsleiter die quartalsweise erscheinende Zeitschrift „Das Waldviertel“ und war für acht Jahre Herausgeber der Schriftenreihe des WHB.
Seit 1983 leitet Rabl das Stadtarchiv Horn, ein gut erhaltenes Archiv einer Kleinstadt, dessen Bestände sich in den letzten dreieinhalb Jahrzehnten vervierfacht haben.
In zahlreichen historischen Publikationen beschäftigt er sich vorwiegend mit der Stadtgeschichte Horns und dem Waldviertel, mit der Agrargeschichte Niederösterreichs sowie mit der Geschichte der Marktgemeinde Sieghartskirchen.

## Schriften (Auswahl)
- Horn anno dazumal. Verlag NÖ Pressehaus, St. Pölten 1979, ISBN 978-3-85326-489-8.
- Sieghartskirchen in alten Ansichten. Europäische Bibliothek, Zaltbommel (Niederlande) 1982, ISBN 90-288-1805-7.
- mit Ulrike Kerschbaum: Heimatforschung heute: Referate d. Symposions „Neue Aspekte zur Orts- u. Regionalgeschichte.“ Waldviertler Heimatbund, Krems an d. Donau 1998, ISBN 978-3-900708-03-0.
- mit Anton Pontesegger (Hrsg.): Beiträge zur Geschichte der Stadt Horn im 20. Jahrhundert. Museumsverein, Horn 2001, ISBN 978-3-902168-00-9.
- als Hrsg.: Sieghartskirchen 1880–1980. Album, Wien 2006, ISBN 978-3-85164-159-2.
- Horn – 1930–1970. Album, Wien 2009, ISBN 978-3-85164-177-6.
- Der Bezirk Horn. Sutton, Erfurt 2013, ISBN 978-3-95400-172-9.
- mit Roland Gatterwe: Beiträge zur Geschichte der Stadt Horn im 20. und 21. Jahrhundert. Museumsverein, Horn 2014, ISBN 978-3-902168-02-3.
- Geschichte von Breiteneich im Horner Becken. Band 1: Ortsentwicklung von den Anfängen bis zur Gegenwart. Band 2: Wirtschaft – Kultur – Personen, Dorferneuerungsverein Breiteneich 2023.